# 弗羅斯特冰川
67°5′S 129°0′E / 67.083°S 129.000°E
弗羅斯特冰川（英語：Frost Glacier）是南極洲的冰川，位於威爾克斯地，最終注入波珀斯灣，根據美國海軍拍攝的空中照片被繪入地圖，現時由南極條約體系管理。